# Sublette (Illinois)
Sublette es una villa ubicada en el condado de Lee en el estado estadounidense de Illinois. En el Censo de 2010 tenía una población de 449 habitantes y una densidad poblacional de 499,6 personas por km².

## Geografía
Sublette se encuentra ubicada en las coordenadas 41°38′37″N 89°13′52″O / 41.64361, -89.23111. Según la Oficina del Censo de los Estados Unidos, Sublette tiene una superficie total de 0.9 km², de la cual 0.9 km² corresponden a tierra firme y (0%) 0 km² es agua.

## Demografía
Según el censo de 2010, había 449 personas residiendo en Sublette. La densidad de población era de 499,6 hab./km². De los 449 habitantes, Sublette estaba compuesto por el 98% blancos, el 0% eran afroamericanos, el 0.22% eran amerindios, el 0% eran asiáticos, el 0% eran isleños del Pacífico, el 1.11% eran de otras razas y el 0.67% pertenecían a dos o más razas. Del total de la población el 4.9% eran hispanos o latinos de cualquier raza.